# Istebné
Istebné és un poble i municipi d'Eslovàquia que es troba a la regió de Žilina, al centre-nord del país.

## Demografia
| Godina             | 1994 | 2004   | 2014   | 2024   |
| ------------------ | ---- | ------ | ------ | ------ |
| Nombre de persones | 1473 | 1430   | 1347   | 1286   |
| Diferència         |      | −2,91% | −5,80% | −4,52% |

| Godina             | 2023 | 2024   |
| ------------------ | ---- | ------ |
| Nombre de persones | 1301 | 1286   |
| Diferència         |      | −1,15% |